# Burtina waterstradti
Burtina waterstradti är en fjärilsart som beskrevs av W. Warren 1905. Burtina waterstradti ingår i släktet Burtina och familjen mätare. Inga underarter finns listade i Catalogue of Life.